# Plaza Redonda
La plaza Redonda, antiguamente también conocida como plaza del Clot y como plaza del Cid, es una plaza situada en el barrio de El Mercado, en el distrito de Ciutat Vella de Valencia, en el centro del triángulo formado por la plaza del Mercado, la plaza de la Reina y la plaza del Ayuntamiento.

## Arquitectura
Fue construida en 1840 por el arquitecto valenciano Salvador Escrig. Tiene una singular forma redonda, con cuatro entradas en los puntos cardinales. No se permite la circulación motorizada y de hecho las dimensiones reducidas de la plaza lo hacen imposible: es una de las plazas más pequeñas de la ciudad. Tiene un acceso principal desde la calle de San Vicente Mártir, en donde esta desemboca en la plaza de la Reina; las otras entradas dan a las calles estrechas que la rodean por todos los lados. 
En efecto, la plaza está cerrada por todos sus extremos por casas y por tanto la plaza se hace invisible hasta que se accede a su interior. Las casas forman una pared ininterrumpida, de color amarillo, que da toda la vuelta a la plaza y produce un cilindro alargado de cuatro plantas de altura. A pesar de la mala comunicación que esto podría suponer para la plaza, cabe decir que se encuentra a pocos pasos del Mercado Central y por tanto hay un importante movimiento de personas entre este primero y la plaza de la Reina, y este movimiento pasa justamente por la entrada de la plaza.